# Leptosphaeria praetermissa
Leptosphaeria praetermissa är en svampart som först beskrevs av Petter Adolf Karsten, och fick sitt nu gällande namn av Pier Andrea Saccardo 1883. Enligt Catalogue of Life ingår Leptosphaeria praetermissa i släktet Leptosphaeria,  och familjen Leptosphaeriaceae, men enligt Dyntaxa är tillhörigheten istället släktet Leptosphaeria,  och familjen Phaeosphaeriaceae. Arten är reproducerande i Sverige. Inga underarter finns listade i Catalogue of Life.